# حسن مصطفى (لاعب كرة قدم مصري)
حسن مصطفى لاعب كرة قدم مصري (مواليد 20 أكتوبر 1979 الوراق الجيزة)، لعب لمنتخب مصر وحصل معه على كأسان للأمم الأفريقية عامي (2008/2006)، بدأ مسيرته الاحترافية مع نادي الاتحاد السكندري، وانتقل للنادي الأهلي عام 2004 وحصل معه علي البطولات حتي 2008 تمت إعارته لنادي الوحدة السعودي ثم عاد للنادى الأهلى ليعيره مرة أخرى لنادى اتحاد الشرطة المصري ومن ثم عودته للأهلى من جديد ليقرر مجلس الإدارة الاستغناء عنه لأى نادى يرغب قي الحصول على خدماته ليتقدم نادى الزمالك المصري بعرض لضمه ويوافق عليه اللاعب ويصبح لاعبا بصفوف فريق الزمالك وبعد انتهاء عقده انتقل لصفوف وادي دجلة وبعد الاعتزال عمل كمدرب مساعد مع التوأم ويلعب في مركز خط الوسط .
عمل مدرب في فريق نادي الشرقيه الرياضي وتم اعتذاره عن التدريب يوم ١٥ سبتمبر ٢٠٢٤

## روابط خارجية
- حسن مصطفى على موقع الاتحاد الدولي (مؤرشف)  (الإنجليزية)
- حسن مصطفى على موقع قاعدة بيانات كرة القدم.إي يو (الإنجليزية)
- حسن مصطفى على موقع ناشيونال فوتبول تيمز (الإنجليزية)
- حسن مصطفى على موقع Soccerway.com (الإنجليزية)
- حسن مصطفى على موقع كووورة